# Bugrinszkij híd
A Bugrinszkij híd (orosz nyelven: Бугринский мост) a 2010-es években épült ívhíd az Ob folyón, az oroszországi Novoszibirszkben. A nyugat-szibériai nagyváros harmadikként épült közúti hídja.
Kezdetben a bal parton elterülő óngyárról akarták elnevezni (Оловозаводский мост, Olovozavodszkij), végül 2013-ban döntöttek az új névről. „Bugrinszkij liget” a neve annak a közparknak a bal parton, melyet az építkezés után felújítottak.

## Építése
A híd létesítésének története az 1980-as években kezdődött, de a Szovjetunió felbomlása és egyéb  okok miatt a megvalósítás sokáig késett. Végül az építkezés 2010 februárjában kezdődött meg és 2014 októberében fejeződött be. Teljes költsége, beleértve a közúti csomópontokat is, mintegy 14,8 milliárd rubel volt. Az építkezés miatt a két parton összesen 396 házat kellett lebontani. A műtárgyat Vlagyimir Putyin elnök személyes részvételével 2014. október 8-án avatták fel.

## Funkciói
A terveket a szentpétervári Sztrojprojekt tervezőintézetnél készítették. A híd a város déli részén, az Inya torkolatánál épült, a bal parti Kirovszkij és a jobb parti Oktyabrszkij kerületet köti össze. A városi közlekedés szempontjából kiemelt jelentőségű, hogy tehermentesíti az Obon korábban, 1955-ben és 1978-ban épült két közúti hidat, melyek már alig bírták levezetni a megnövekedett forgalmat. A Bugrinszkij híd később része lesz a várost délnyugatról elkerülő – 2021-ben is még csak tervezett –  útvonalnak, mely kapcsolatot teremt majd az „Irtis” nevű R254-es és az R256-os főút között.

## Fontosabb adatok
A műtárgy teljes hossza 5819 m. Ebből maga az ívhíd hossza 2095,7 m: a folyómeder feletti rész 549,5 m, a bal parti ártéri híd 218,1 m, a jobb parti ártéri híd (az Inya folyó áthidalásával együtt) 1328,1 m.
A híd szélessége 34,56 m, az áradáskor mért maximális vízszint feletti magassága 15 m. A hajózható hídnyílás szélessége 380 m, az ívtartó acélszerkezet teljes magassága 70 méter. A tartókábelek egy hálós szerkezetű nagy ívtartóra vannak rögzítve.
Az átkelőn irányonként három forgalmi sávot és 2 × 1,5 m széles járdát alakítottak ki. Áteresztő képessége 135 000 jármű/24 óra, az előírt maximális sebesség 100 km/óra.

## A negyedik híd
A Bugrinszkij híd építése még be sem fejeződött, amikor már folyt az újabb közúti híd tervezése. A város negyedik Ob-hídja a vasúti híd mellett keresztezi a folyót. Építését 2018 őszén kezdték el, megnyitását 2022 végére ígérték.

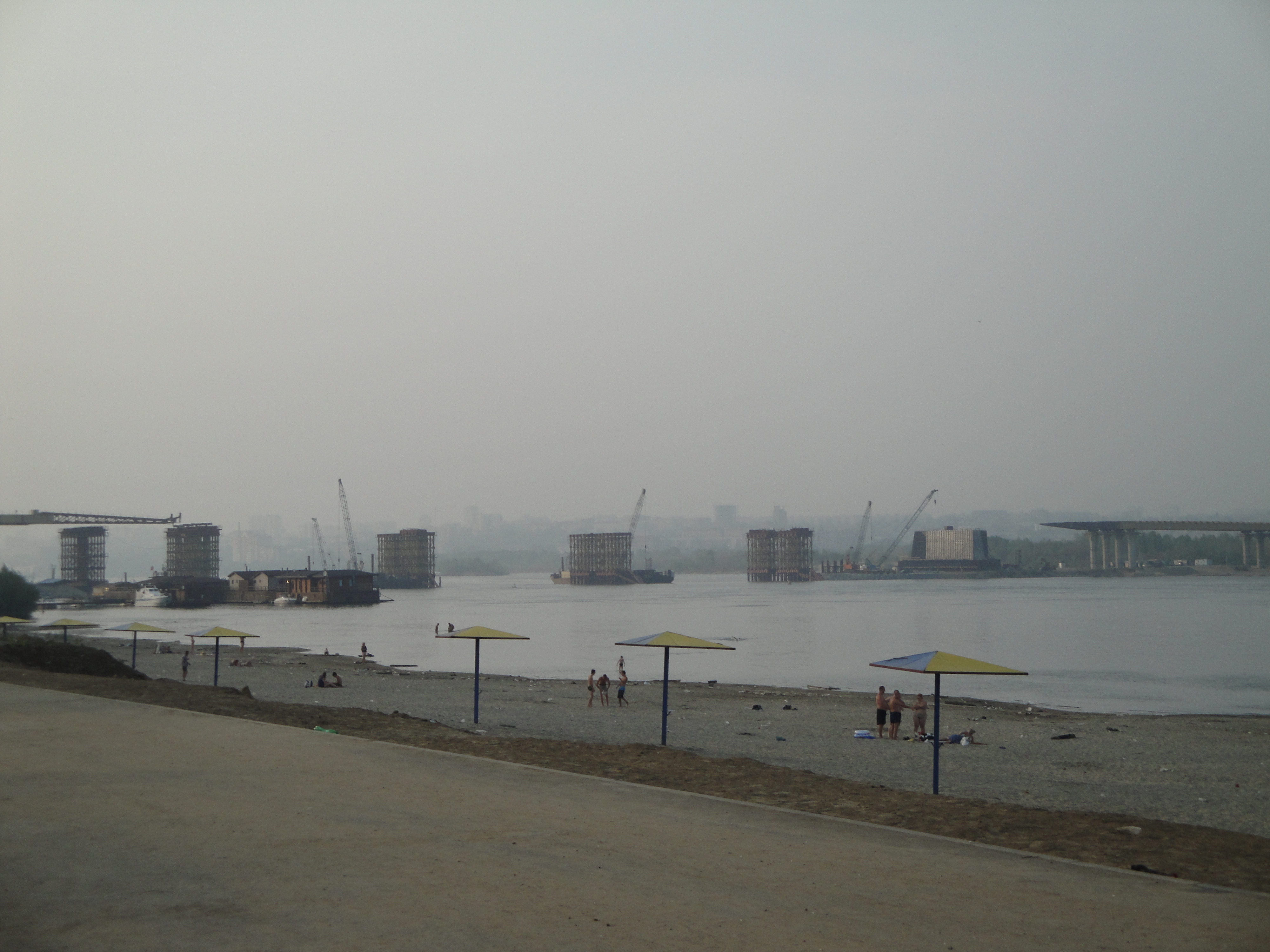
2012. augusztus
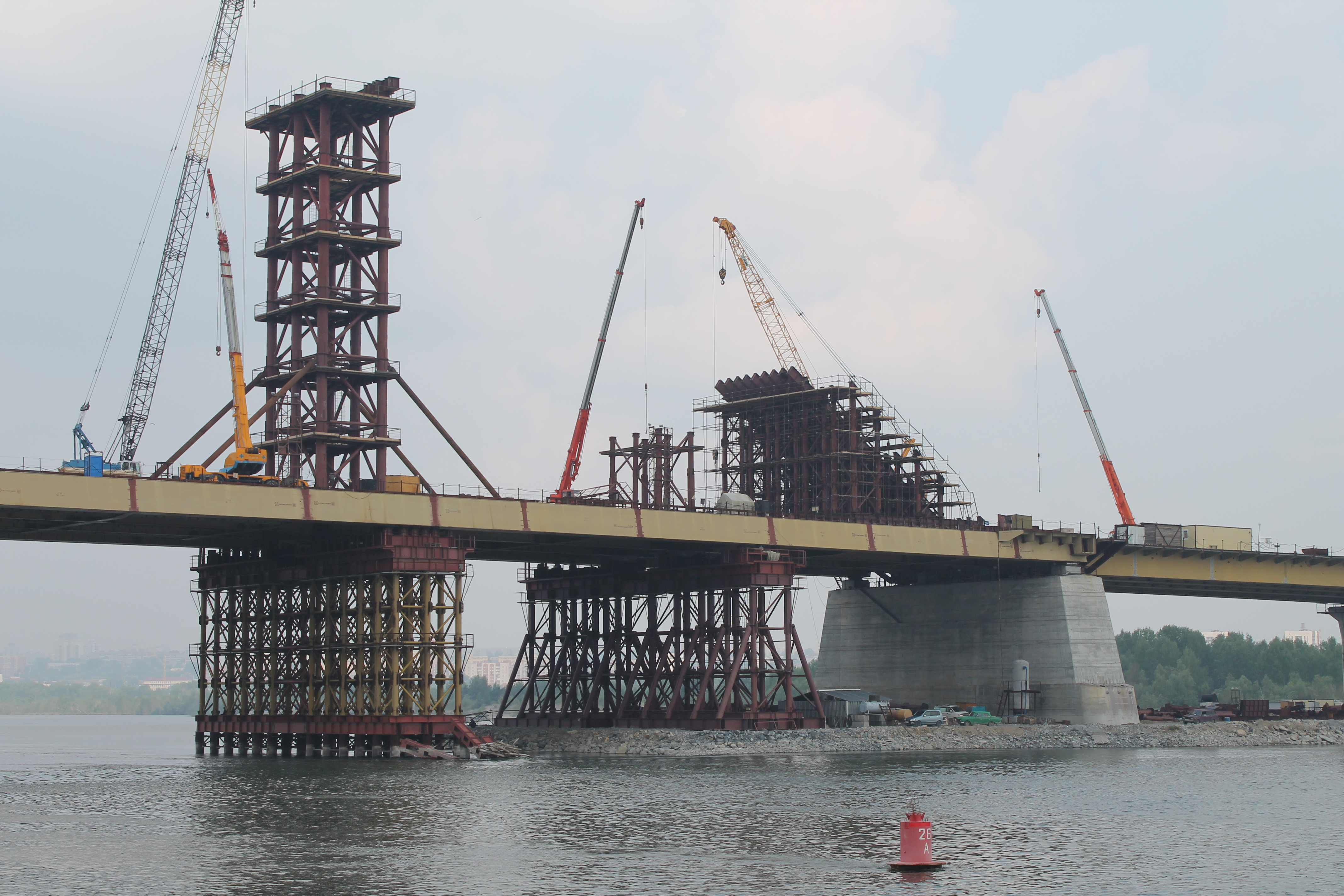
2013. július
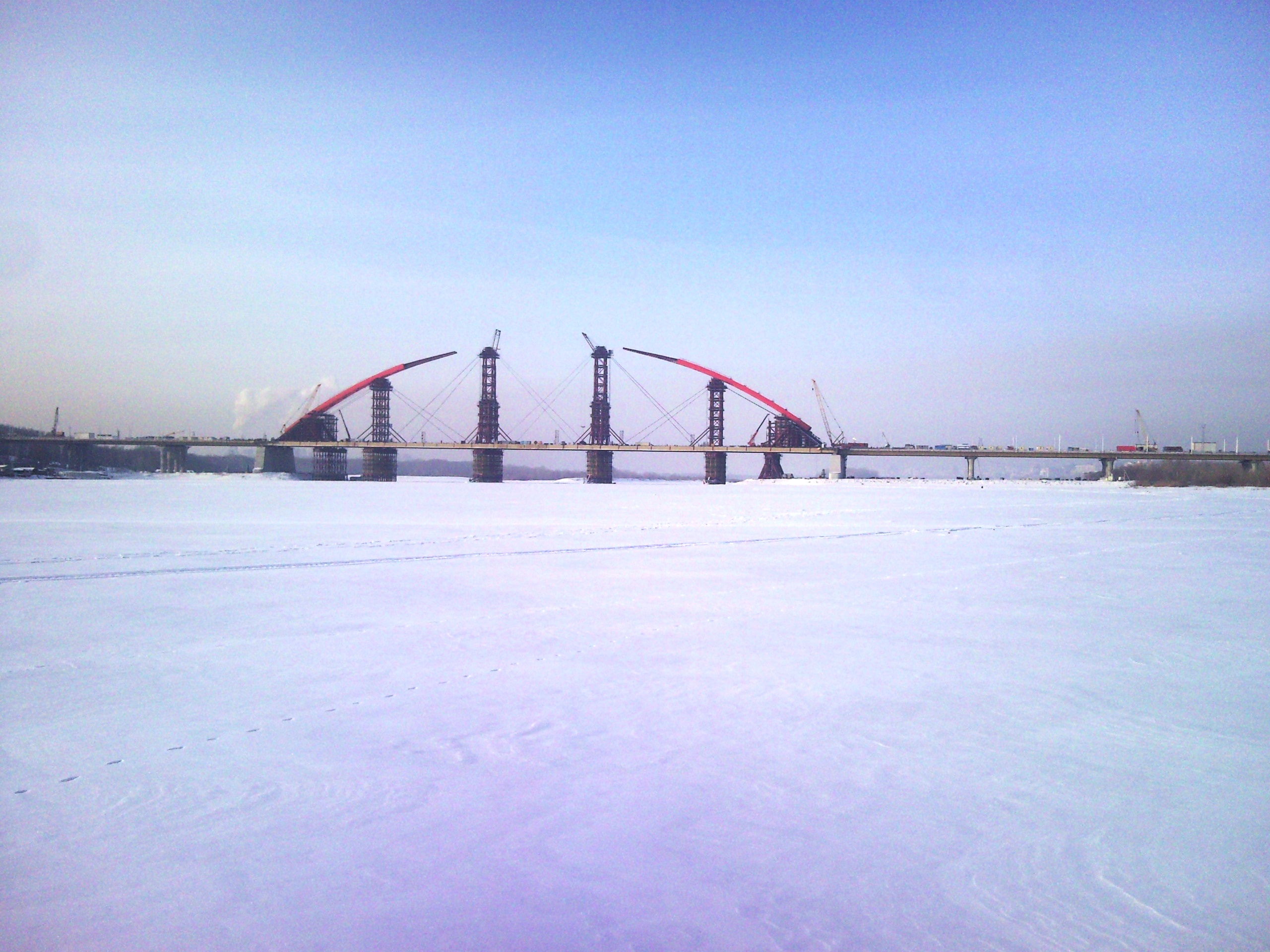
2014. február
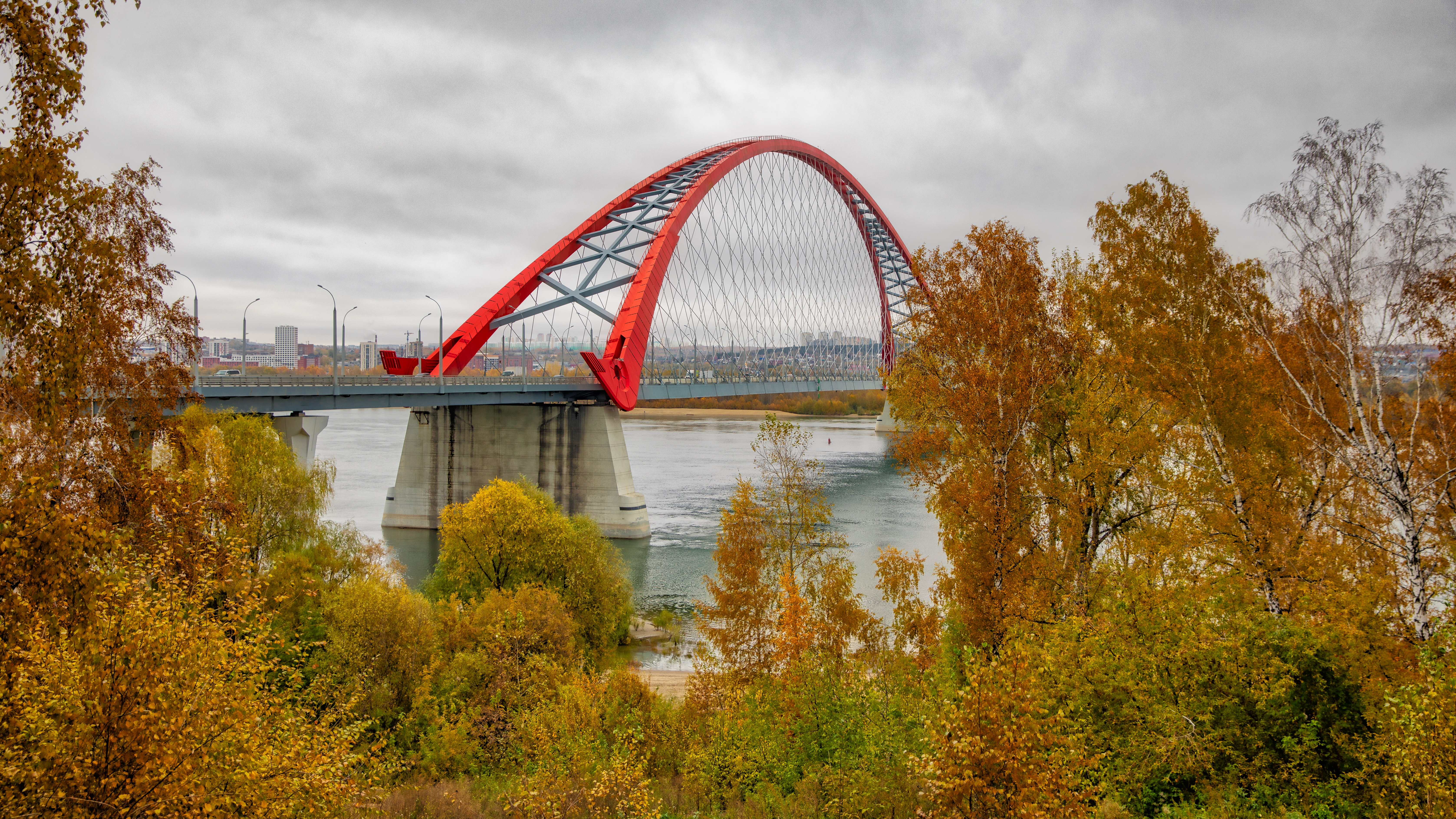
2017. október